# 第一次江南大営攻略
第一次江南大営攻略（だいいちじこうなんだいえいこうりゃく）は、1856年6月17日から6月20日にかけて太平天国軍が清朝の江南大営を撃破した戦いである。江南大営は太平天国の都である天京城外に設けられた清朝側の要塞で、10万人の兵力を擁していた。欽差大臣の向栄の司令部と兵力の大部分は「北営」にあり、天京への進攻を図っていた。さらに少数の兵を「南営」に配置し、太平天国軍が蘇州・杭州方面に進撃するのを防いでいた。

## 経過
1856年、清軍と太平天国軍の対峙はすでに3年に及んでいた。3年の間、双方とも相手の実力を探るのに費やし、軽率に戦端を開くことを避けたのである。太平天国軍は兵力50万人と称しながら農民など非職業軍人が多かったのに対し、清軍は10万人でありながら緑営や八旗など武芸に精通して良質の武器を揃えた正規軍であった。その3年の間に太平天国軍は西征を継続的に行い、戦いの中で兵は訓練されていった。
翼王石達開が率いる西征軍は戦場を離脱し、数千隻の船で長江の支流を迅速に下って南営に至り、船を捨てて上陸し「電撃戦」を仕掛けた。緑営の騎馬兵を率いる欽差大臣トミンガ（托明阿）が南営の救援に向かったが苦戦を強いられた。向栄は江南提督和春（ホチュン）にトミンガを救出してともに北営を守るように命じ、蘇州・杭州付近の各州に防御を固めるように指示した。さらに向栄は総兵張国樑に北営の兵を割いて南営の救援を命じた。こうして清軍の司令部には数万の兵しか残っていない状況となった。
6月18日、燕王秦日綱は6万の兵を部将の李秀成と陳玉成とで三分し、明孝陵にあった清軍の北営を包囲した。6月19日、石達開に敗北した和春とトミンガが北営に逃げ込んできた。追撃してきた石達開は秦日綱・李秀成・陳玉成と合流した。北営が陥落寸前となってはじめて向栄は悟った。石達開の目的は蘇州・杭州ではなく北営であったのだと。向栄は急いで張国樑に救援を求めた。
6月20日、張国樑の援軍が到着したが、張国樑は太平天国軍との戦いで負傷し、あわや生け捕られるところであった。向栄は江南大営の放棄を決定し、江北大営に向かって逃れた。この時、東王楊秀清率いる数十万の大軍が天京を出撃し、掃討を始めた。生き残っていた清軍4万は壊滅し、完全に軍の形をなさなくなった。こうして4日の戦闘で江南大営は壊滅した。

## 結果
向栄は自殺し、和春が後任の欽差大臣となり、和春の後任の江南提督には張国樑が就任した。トミンガは江北に戻った後も数城を失ったため、江北大営欽差大臣を解任され、デヒンガ（徳興阿）が後任の欽差大臣となった。

## 影響
この戦いの勝利で楊秀清の権力は絶頂に達し、天王洪秀全の座を脅かすようになり、3カ月後に天京事変の惨劇が発生することとなった。またこの戦いで李秀成と陳玉成が頭角を現すこととなった。